# Reduto (arquitetura)

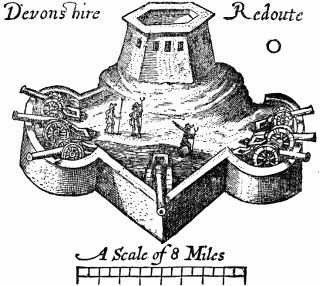
Ilustração do Reduto de Devonshire, nas ilhas Bermudas, em 1614.

Designa-se reduto, em arquitetura militar, a uma obra de pequenas dimensões, de planta quadrangular, num baluarte ou revelim, ou por vezes fora da esplanada, mas ainda ao alcance do poder de fogo do caminho coberto da fortificação abaluartada, geralmente construída de pedras ou tijolos.
Em Portugal, nas chamadas Linhas de Torres por exemplo, surge por diversas vezes isolado, ou seja, sem estar associado a um outro baluarte ou revelim.
Um reduto também pode constituir-se numa obra de aproximação dos sitiantes, apresentando geralmente quatro lados, sem flancos.